# インターナショナル・テクニカルコーポレーション
インターナショナル・テクニカルコーポレーションは、かつて北海道札幌市北区にあったスキージャンプ台設計やスポーツ施設の企画・設計などを主な事業としていた会社。

## 来歴
2003年に韓国籍の裵（ペ）弘一会長らによって設立される。全日本スキー連盟の幹部やジャンプ台設計の専門家も加わっていた。
2007年ノルディックスキー世界選手権札幌大会のため、2005年に宮の森ジャンプ競技場の改修にも携わった。2014年冬季オリンピック開催地を目指す平昌でのジャンプ台設計の受注を目指していたが、2006年10月受注できず、資金繰りが悪化したとされる。
その後、青森県が全日本スキー連盟にジャンプ台の設計を発注したとする土木設計業務委託契約書や、連盟の印鑑を偽造して架空の発注書を作成し、あたかも注文を受けているように偽装、みずほ銀行、北洋銀行、札幌信用金庫（現北海道信用金庫）などから合計2億円をだまし取った疑いが持たれた。
2007年11月に倒産。2010年1月詐欺罪、有印公文書偽造・同行使罪などの疑いで裵弘一（元）会長及び堀田博行（元）社長が札幌南署及び道警捜査2課に逮捕された。